# Walking in the Air
«Walking In The Air» es un sencillo del álbum Oceanborn de la agrupación finlandesa Nightwish. Originalmente fue una canción escrita en 1982 por Howard Blake e interpretada por Peter Auty para la película animada "The Snowman". Es en el año de 1998 cuando Nightwish decide hacer una versión de la canción para su álbum Oceanborn.
Esta versión obtuvo el puesto número uno en la lista de sencillos de Finlandia, llegando a vender más de 8 000 copías lo que le posibilitó recibir el disco de oro.

## Lista de canciones
CD, Maxisencillo
1. «Walking in the Air» (versión editada) - 3:41
2. «Nightquest» - 4:15
3. «Tutankhamen» - 5:30